# Ted Knight (personaggio)
Ted Knight, nome completo Theodore Henry "Ted" Knight, è un personaggio dei fumetti DC Comics. Nell'Universo DC è un supereroe di nome Starman e un membro della Justice Society of America. Creato da Jack Burnley e dai curatori editoriali Whit Ellsworth, Murray Boltinoff, Jack Schiff, Mort Weisinger, e Bernie Breslauer, comparve per la prima volta in Adventure Comics n. 61 (aprile 1941).

## Biografia del personaggio
Come Starman, Ted indossò un costume fatto di una calzamaglia rossa e verde, con un elmetto provvisto di un'aletta sulla sommità. Utilizzò un'asta di gravità (successivamente asta cosmica) che gli permetteva di volare e di manipolare l'energia, al secolo in una maniera simile all'anello del potere di Lanterna Verde. Come Ted Knight, nella sua identità civile fu un astronomo ed un esperto scienziato, avendo sviluppato l'asta da solo.
Intendendo utilizzarla inizialmente come una possibile fonte di potere, Ted fu convinto da sua cugina, Sandra Knight, Phantom Lady, ad utilizzare la sua invenzione per diventare un supereroe in costume. Come Starman, divenne il difensore di Opal City ed un abituale alleato dell'FBI. Fu membro della Justice Society of America per la maggior parte degli anni quaranta, e come tutti gli uomini di mistero del suo tempo, servì nell'All-Star Squadron durante la Seconda guerra mondiale.
In quel periodo, l'amore della vita di Ted Knight era una donna di nome Doris Lee, che spesso castigava il suo amato playboy per la sua finta pigrizia ed ipocondria, non sapendo della doppia identità di Ted. Doris fu tragicamente assassinata alla fine degli anni '40 e questo evento, combinata con il ruolo di Ted nella creazione della bomba atomica, causò all'eroe un crollo nervoso. Come risultato di ciò, Ted fu internato in un istituto di recupero mentale.
Nella moderna serie di Starman, si scoprì che Ted Knight è motivato nel ritornare in attività in parte a causa del suo figlio viaggiatore nel tempo, Jack. In aggiunta, si scoprì in una retcon degli anni novanta che Ted Knight ebbe una breve relazione con la prima Black Canary (Dinah Drake) negli anni sessanta, ed entrambi gli eventi furono tenuti all'oscuro nel passato dell'eroe.
Come il resto della JSA, Starman spese molti anni in pensione dopo la fine della Golden Age degli eroi ma ritornò come mentore spirituale della successiva incarnazione della Justice League of America. Durante gli anni da civile, Ted Knight sposò una donna di nome Adele Doris Drew ed insieme ebbero due figli, Jack e David. David idolatrava suo padre, mentre Jack disdegnava la stupidità della vita da supereroe e la percezione concentrata di suo padre sulle avventure in costume della famiglia.
Starman infine si mise al margine della vita da eroe con gli eventi della miniserie Ora zero. Precedentemente mantenuto in viva forza dalle missioni di un tempo della JSA, Ted Knight fu riportato all'età della sua giovinezza dal criminale temporale noto come Extant. Successivamente appese il costume e si concentrò sul suo vecchio amore - la scienza.
Dopo il pensionamento di Ted, David ereditò il suo mantello come Starman, ma fu ucciso agli inizi della carriera dal figlio di un vecchio nemico di suo padre. Quindi fu Jack a prendere il costume e l'identità di Starman, ma di certo non senza lamentarsi. Quando serve, Ted è pronto a consigliare suo figlio, e con il tempo, i due Starmen una volta così estranei cominciarono ad avvicinarsi. Per aver preso le difese di Opal City, Ted consegnò la sua asta cosmica a Jack perché la usasse a beneficio dell'umanità, piuttosto che per il semplice gusto di essere un eroe in costume. In più, Ted fornì aiuto e un riparo ad un'incarnazione più semplice e pura di cuore di Solomon Grundy e ad un ex Starman, Mikaal Tomas. Fu anche preso di mira dal vecchio criminale Dottor Phosphorus, ma come sempre riuscì a cavarsela.
Tuttavia, nella battaglia finale per la salvezza di Opal City, Ted Knight dovette confrontarsi contro due dei suoi più potenti nemici, un Dottor Phosphorus ed un Ragdoll potenziati dal demone Neron. Mentre fu tormentato dalla vista di Ragdoll (che lui credeva morto, ucciso da Jay Garrick o Alan Scott, o addirittura per sua mano) riuscì infine ad uccidere Phosphorus facendogli cadere addosso una lastra di cemento con la sua asta cosmica, e quindi schiacciandolo. Ragdoll, invece, se ne andò pacificamente. Tuttavia, la battaglia lasciò Knight malato di cancro.
Infine, Ted morì in battaglia contro il suo nemico, The Mist. Con una variante della sua asta cosmica, Ted trasportò entrambi nella stratosfera dove la bomba finale di Mist avrebbe detonato senza danneggiare la città, ma che lo finì velocemente e senza dolore come un eroe. Comparve ancora una volta come fantasma, parlando con Jack, benedicendolo e pregandolo di lasciare Opal e di vivere la sua vita di padre e marito insieme alla sua ragazza Sadie.

## Poteri e abilità
Ted Knight non aveva nessun potere super umano. Le sue abilità scaturivano dall'utilizzo delle sue invenzioni, le aste cosmica e gravitazionale. Questi dispositivi incanalavano una forma sconosciuta di radiazione stellare che Ted fu in grado di manipolare grazie all'asta. Come Starman, possedette l'abilità di volare, proiettare raggi di energia stellare, luce, calore, creare campi di forza e semplici costrutti di energia, e far levitare gli oggetti. L'utilizzo esteso dell'asta creò un legame tra l'asta e il suo utilizzatore, permettendogli di chiamarla a sé mentalmente quando vi era separato.
Ted possedeva un intelletto brillante, fu maestro di numerose scienze, e aveva una particolare abilità per l'invenzione. In aggiunta alle sue aste, Te creò una terza asta utilizzata da suo figlio Jack e la cintura di conversione cosmica indossata dai suoi colleghi della Justice Society Star-Spangled Kid e Stargirl. Per un certo periodo fu anche professore di fisica; uno dei suoi studenti, Justin Ballantine, sarebbe divenuto il super criminale noto come Libra.
Il contributo di Ted alla scienza (in particolare fisica ed astrofisica) non furono mai riconosciuti nel corso della sua vita; ma un incontro con il membro della Legione dei Supereroi Star Boy, gli confermò che i suoi contributi furono riconosciuti, ma non prima di centinaia di anni dopo la sua morte. Le sue teorie e i suoi scritti furono così rivoluzionari che, una volta capiti, furono considerati al pari di Galileo Galilei o di Isaac Newton.

## Altre versioni
- In JLA: Age of Wonder, Starman fu descritto come un collega inventore al fianco di Superman, Thomas Edison, e Nikola Tesla, che inventò l'asta cosmica con la tecnologia presa dal razzo spaziale che portò Superman sulla Terra.
- In JSA: The Unholy Three, Starman è un agente dell'intelligence che lavorava alla centrale nucleare di Černobyl', e fu soprannominato Star.
- In JLA: Another Nail, Starman fece una breve comparsa quando tutti i periodi si fusero insieme.